# Anna Bonitatibus
Anna Bonitatibus, née à Potenza dans la région de Basilicate, est une mezzo-soprano italienne.

## Biographie
Après des études musicales (piano et chant), Bonitatibus commence une carrière lyrique au début des années 1990, principalement dans le répertoire baroque puis belcantiste. Elle fait ses débuts à La Scala en 1999. 
Elle enregistre plusieurs fois sous la direction d'Alan Curtis : des duos d'Alessandro Scarlatti (Lettere Amorose) avec Patrizia Ciofi (2002), un album d'airs de Haydn L'infedeltà costante, et des opéras de Haendel, notamment elle incarne le rôle de Sesto, aux côtés de Cecilia Bartoli dans Giulio Cesare sous la direction de Marc Minkowski (2005) ; Elisa dans Tolomeo et le rôle de castrat d'Ulysse dans Deidamia. 
Par-delà ses rôles de prédilection (dans  Rossini, notamment), elle s'illustre dans un répertoire vaste, du baroque à Verdi .
Bonitatibus remporte un International Opera Award en 2015, dans la catégorie CD (Operatic Recital) avec l'album Semiramide – La Signora regale, publié chez DHM.
Anna Bonitatibus a fondé, parallèlement à son activité artistique, une maison d’éditions musicales Consonarte – Vox in Musica, qui se consacre à la musique de chambre vocale italienne. 

## Discographie

### Opéras / Cantates
- Vivaldi, La griselda, RV 718 - Maria Gabriella Cianci (Gualtiero) ; Elizabeth Lombardini-Smith (Griselda) ; Gabriella Morigi (Costanza) ; Anna Bonitatibus (Roberto) ; Leslie Poleri-Tosi (Ottone) ; Helen Centner (Corrado) ; Solistes Montpellier-Moscou, dir. Francesco Fanna (Montpellier, septembre 1992, 2 CD Arkadia AK 122.3) — Première mondiale.
- Vivaldi, Gloria RV 588, Beatus Vir RV 795, Jubilate, O amoeni chori RV 639/639a - i Madrigalisti della Polifonica Ambrosiana et ensemble Pian & Forte, dir. Francesco Fanna (21-25 novembre 1994, Agorá Musica AG001) (BNF 38329460) — création mondiale du Beatus Vir.
- Haendel, Giulio Cesare HWV 17 - Cecilia Bartoli (Cleopatra), Anna Bonitatibus (Sesto), Franco Fagioli (Giulio Cesare), Charlotte Hellekant (Cornelia), Martin Oro (Tolomeo) ; Orchestre de l'Opéra La Scintilla ; dir. Marc Minkowski (Zurich, 7 avril 1995, 3 CD Archiv)
- Giovanni Bononcini, La Maddalena a' piedi di Cristo - Lavinia Bertotti, soprano (Maddalena) ; Antonella Gianese, soprano (Amor celeste) ; Anna Bonitatibus, alto (Amor terreno) ; Mario Cecchetti, ténor (Fariseo) ; Sergio Foresti, basse (Cristo) ; Ensemble Concerto, dir. Roberto Gini (1998, 2 CD Accord)
- Haendel, Tamerlano, HWV 18 - Monica Bacelli, contralto (Tamerlano) ; Thomas Randle, ténor (Bajazet) ; Graham Pushee, alto (Andronico) ; Anna Bonitatibus, mezzo (Irene) ; Elisabeth Norberg-Schulz, soprano (Asteria) ; Antonio Abete, basse (Leone) ; English Concert, dir. Trevor Pinnock (Londres, juin 2001, 3 CD Avie AV 0001)
- A. Scarlatti, Lettere amorose - Patrizia Ciofi, soprano ; Anna Bonitatibus, mezzo ; Il Complesso Barocco, dir. Alan Curtis (2002, Virgin Classics 5455462) (OCLC 872285487)
- Haendel, Deidamia HWV 42 - Simone Kermes (Deidamia) ; Anna Bonitatibus (Ulisse) ; Dominique Labelle (Nerea) ; Anna Maria Panzarella (Achille) ; Furio Zanasi (Fenice) ; Antonio Abete (Licomede) ; chœur et orchestre Il Complesso Barocco, dir. Alan Curtis (Sienne, juillet 2002, Accademia Musicale Chigiana 901471) (OCLC 1184494334)
- F. Geminiani, La foresta incantata ; Tommaso Traetta, Sinfonia et Arias, extraits d’Armida - Cinzia Forte, soprano (Armida) ; Anna Bonitatibus, mezzo (Rinaldo) ; Ensemble Cosarara, dir. Giuseppe Camerlingo (Amadeus AM 158-2)
- Cimarosa, Gli Orazi e I Curiazi - Florian Mock (Publio Orazio) ; Andreas Karasiak (Marco Orazio) ; Anna Bonitatibus (Curiazio) ; Kirsten Blase (Orazia) ; Ludwigsburger Schlossfestspieler, dir. Michael Hoffstetter (2006, 2 CD Oehms Classics OC 910)
- Haendel, Tolomeo, Re di Egitto HWV 25 - Ann Hallenberg (Tolomeo) ; Karina Gauvin (Seleuce) ; Pietro Spagnoli (Araspe) ; Anna Bonitatibus (Elisa) ; Romina Basso (Alessandro) ; Il Complesso Barocco, dir. Alan Curtis (2006, Archiv) (OCLC 254565031)
- Mayr, Ginevra di Scozia - Myrtò Papatanasiu (Ginevra), Magdalena ; Magdalena Hinterdobler (Dalinda) ; dir. George Petrou (14 juin 2013, 3 CD Oehms classics OC 962) (OCLC 897650616), (BNF 43836545)
- Haydn, Il ritorno di Tobia - Bettina Ranch, Mauro Peter, Neal Davies ; Mozarteumorchester Salzburg, dir. Ivor Bolton (2020, 3 CD Sony) (OCLC 1196321214)
- Gioachino Rossini, Stabat Mater, Orch. symph. d'Anvers, dir. Alberto Zedda, Dynamic, 2017
- Verdi, Falstaff (Meg Page), Orch. de l'opéra d'Etat de Hongrie, dir. Humburg, Naxos, 1996

### Récitals / Arias
- Semiramide, la signora regale - Accademia degli Astrusi ; La Stagione Armonica, dir. Federico Ferri (novembre 2013, 2 CD  Deutsche Harmonia Mundi/Sony 88725479862) (OCLC 1184697724 et 1242329978) — Œuvres d'Antonio Caldara, Nicola Porpora, Niccolò Jommelli, Giovanni Paisiello, Tommaso Traetta, Charles-Simon Catel, Giacomo Meyerbeer, Gioachino Rossini, etc.
- Rossini, un rendez-vous, Ariette e canzoni - Marco Marzotti (RCA 2010)
- En travesti, Airs de Donizetti, Strauss, Ravel, Massenet… - dir C. Rovaris (BR Klassik 2018)
- Monologues – Anna Bonitatibus, Adele D'Aronzo, piano (2022, 2 CD Prospero PROSP0068) — avec Donizetti ; Rossini ; Respighi, Wagner et Mel Bonis.

## Vidéographie
- Haendel, Tamerlano, HWV 18 - Monica Bacelli (Tamerlano) ; Thomas Randle (Bajazet) ; Graham Pushee (Andronico) ; Anna Bonitatibus (Irene) ; Elisabeth Norberg-Schulz (Asteria) ; Antonio Abete (Leone) ; English Concert, dir. Trevor Pinnock (2001, Arthaus Musik) (OCLC 423372946)
- Rossini, Il barbiere di Siviglia - Raul Gimenez (Il Conte d'Almaviva) ; Alfonso Antoniozzi (Bartolo) ; Anna Bonitatibus (Rosina) ; Leo Nucci (Figaro) ; Riccardo Zanellato (Basilio) ; Chœur et orchestre del Teatro Regio di Parma, dir. Maurizio Barbacini (2005)
- Monteverdi, L'incoronazione di Poppea - Danielle de Niese (Poppea) ; Philippe Jaroussky (Nerone) ; Max Emanuel Cencic (Ottone) ; Robert Burt (Arnalta) ; Anna Bonitatibus (Ottavia) ; Jose Lemos (Nutrice) ; Antonio Abete (Seneca) ; Suzana Ograjensek (Valletto) ; Ana Quintana (Drusilla) ; Les Arts Florissants, dir. William Christie (Madrid, mai 2010, Virgin Classics) (OCLC 962883597)